# Les Robots
Pour les articles homonymes, voir I, Robot.
Les Robots (titre original : I, Robot) est un recueil de neuf nouvelles de science-fiction écrites par Isaac Asimov, publié la première fois par Gnome Press en 1950 et traduit en France en 1967.

## Historique
Les nouvelles sont d'abord parues dans les magazines Super Science Stories et Astounding Science Fiction dans les années 1940. Bien que ces nouvelles puissent se lire isolément, elles partagent le thème de l'interaction des humains, des robots et de la moralité ; combinées, elles offrent une vision plus importante de l'histoire fictionnelle de la robotique d'Asimov.
Le titre de la collection vient d'une nouvelle nommée I, Robot de Eando Binder (Earl & Otto Binder) publiée en 1939. Asimov avait originellement titré son recueil L'Esprit et l'Acier (Mind and Iron), et avait objecté, en vain, au changement de titre proposé par l'éditeur. Dans son introduction, l'auteur rendra hommage au caractère pionnier du texte de Binder.

## Description
L'ouvrage débute par une préface dans laquelle Isaac Asimov développe ses explications sur ce qu'il nomme le « complexe de Frankenstein » en concluant qu'il refusait pour ses histoires de robots cette fatale destinée faustienne.
Plusieurs des nouvelles mettent en scène le docteur Susan Calvin, le chef robopsychologue de l'US Robots, fabricant exclusif de robots positroniques. À l'occasion de leur publication sous forme de recueil, Asimov a écrit une chronologie présentant les histoires comme étant les souvenirs de Calvin, qu'elle énumère au cours d'une interview au sujet de sa carrière. Elle y décrit son intérêt pour les déviances comportementales de certains robots et met en avant son utilisation de la robopsychologie à des fins curatives.
Le livre contient également la courte nouvelle Menteur ! dans laquelle apparaissent pour la première fois les fameuses trois lois de la robotique d'Asimov. D'autres personnages apparaissent dans ces nouvelles, tels que Powell et Donovan, le duo chargé des tests grandeur nature qui visent à isoler les défauts des divers prototypes de US Robots.
Enfin, le livre contient un exemple de double contrainte : dans sa nouvelle Cercle vicieux, Asimov met en scène un robot, soumis aux trois lois de la robotique, auquel est donné un ordre mettant en danger son existence. Grâce à une programmation spécifique, ce robot est particulièrement poussé à se protéger, les 2e et 3e lois de la robotique s'équilibrent et il se réfugie dans la folie.

## Nouvelles
- Robbie ((en) Robbie, 1940)Parue dans Super Science Stories en septembre 1940
- Cercle vicieux ((en) Runaround, 1942)Parue dans Astounding Science Fiction de mars 1942. La nouvelle est également parue en français sous le titre Cycle fermé
- Raison ((en) Reason, 1941)Parue dans Astounding Science Fiction d'avril 1941
- Attrapez-moi ce lapin ((en) Catch that Rabbit, 1944)Parue dans Astounding Science Fiction de février 1944
- Menteur ! ((en) Liar!, 1941)Parue dans Astounding Science Fiction de mai 1941
- Le Petit Robot perdu ((en) Little Lost Robot, 1947)Parue dans Astounding Science Fiction de mars 1947
- Évasion ! ((en) Escape!, 1945)Parue dans Astounding Science Fiction d'août 1945
- La Preuve ((en) Evidence, 1946)Parue dans Astounding Science Fiction de septembre 1946. La nouvelle est également parue en français sous le titre Évidence
- Conflit évitable ((en) The Evitable Conflict, 1950)Parue dans Astounding Science Fiction de juin 1950

## Adaptations
Dans les années 1960, deux nouvelles de ce cycle ont été adaptées en épisodes de la série télévisée Au-delà de l'inconnu (Out of the Unknown) : Le Prophète (The Prophet) (1967), basé sur Raison, et Menteur ! (1969).
Dans les années 1970, la Warner Bros. a acheté les droits pour en faire un film, mais aucun projet n'a jamais été accepté. La tentative la plus notable était celle de Harlan Ellison, qui avait collaboré avec Asimov lui-même pour créer une version qui conserve l'esprit de l'original. Asimov aurait dit que ce script conduirait au « premier film de science-fiction vraiment adulte, complexe, et digne d'intérêt jamais fait. »[réf. nécessaire]
Cependant le film n'a jamais été réalisé, et le script a seulement été publié en 1994 puis traduit en 1997 dans le livre I, Robot (I, Robot: The Illustrated Screenplay). Bien qu'acclamé par les critiques, ce scénario est généralement considéré comme impossible à réaliser avec la technologie et les budgets moyens des films de l'époque.
Plus récemment, le film I, Robot, plus ou moins inspiré des nouvelles d'Asimov, avec Will Smith dans le premier rôle, est produit par la 20th Century Fox et sort le 16 juillet 2004 aux États-Unis. Il a été fortement critiqué par les fans de la mythique œuvre d'Asimov du fait de ses trop grandes divergences par rapport à l'original. En effet, alors que le romancier présente les robots comme inoffensifs mais victimes de lourds préjugés, le film les présente comme largement acceptés mais en définitive non fiables, voire dangereux.
L'épisode de Star Trek : La Nouvelle Génération intitulé I, Borg (Lou, le Borg en VF) a été ainsi nommé a posteriori : il est intrinsèquement basé sur le recueil I, Robot. L'épisode relate comment un drone Borg, séparé du Collectif Borg, apprend à devenir un individu.
L'album musical I Robot publié en 1977 par The Alan Parsons Project est également inspiré par I, Robot d'Asimov.

### Parodies
Dans l'épisode 9 de la 15e saison du dessin animé Les Simpsons, titré I, D'oh-Bot, Homer et Bart participent à une compétition du type La Guerre des robots. Les trois lois d'Asimov entrent en jeu à la fin, quand l'un des robots découvre Homer dans le champ de bataille.
Le dessin animé Futurama fait plusieurs fois allusions aux robots d'Asimov :
- 1re saison : dans l'épisode titré I, Roommate, le personnage humain Philip J. Fry et le personnage robot Bender tentent ensemble de trouver un appartement.
- 3e saison : l'épisode Les Règles de la cyber-maison inclut un opticien nommé « Eye Robot » (Robot Œil).
- 4e saison : l'épisode Anthologie de l'intérêt 2 comprend un segment intitulé I, Meatbag (Moi, Sac-de-viande), dans lequel Bender est transformé en être humain.

Le journal satirique The Onion a publié un article titré I, Rowboat dans lequel un rowboat (jeu de mots signifiant « bateau à rames ») anthropomorphique donne un discours, en parodiant l'anxiété subie par les robots dans la fiction d'Asimov, qui inclut les phrases des « Trois lois de la Rowboatique » :
1. « Un Rowboat ne devra immerger aucun être humain ou, du fait de manque de flottaison, permettre à un humain de se noyer.
2. « Un Rowboat devra obéir à toutes les commandes et directions données par son Rameur humain, sauf si de telles commandes entrent en conflit avec la Première Loi.
3. « Un Rowboat devra préserver sa propre flottaison aussi longtemps que cela n'entre pas en conflit avec la Première et la Seconde Loi. »